# ピンネシリ (様似町)
ピンネシリは、北海道の様似郡様似町にある標高957.7mの山である。山頂には三等三角点「賓根尻」が設置されている。

## 概要
日高山脈南部の楽古岳の尾根上、アポイ岳の北側に位置する山である。
山名の由来はアイヌ語で「男の山」という意味を持つ「ピンネシㇼ」が由来であり、一方でアポイ岳は「マッネシㇼ（女の山）」と呼ばれていた。

## 登山
日高山脈では数少ない登山道が整備されている山である。
- アポイ岳ジオパークセンターからアポイ岳を登り、吉田岳を経てピンネシリ山頂へ行くルート。往復で日帰り可能なルートである。
- 林道様似大泉線（全線砂利道）で新富越えまで行き、そこから徒歩で山頂へ行くルート。このルートの方が距離や時間がかなり短いが、アポイ岳ジオパークセンター起点のルートをとる人が多い。